# Johan Conrad Ernst

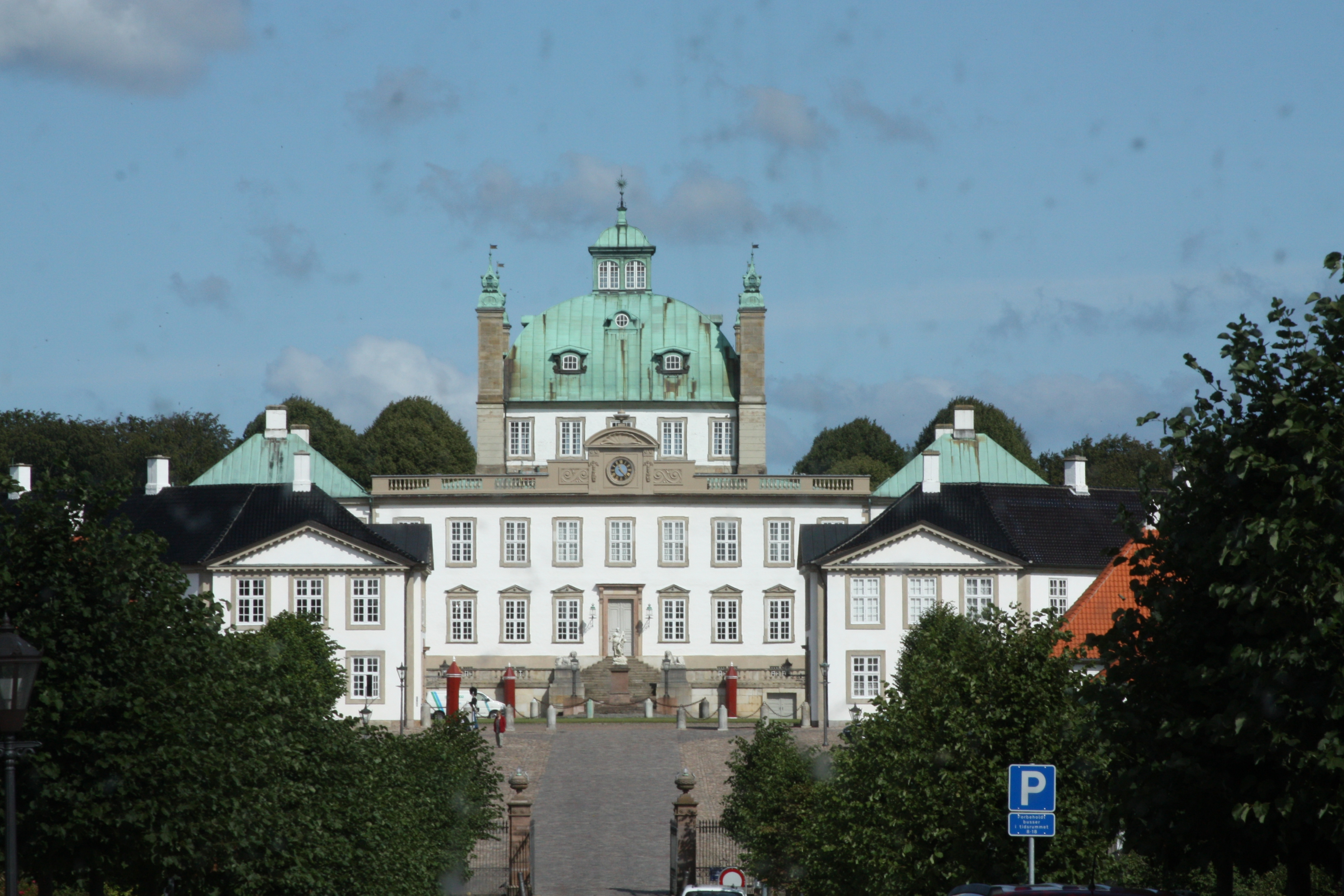
Ernst koordinálta a Fredensborg palota építését

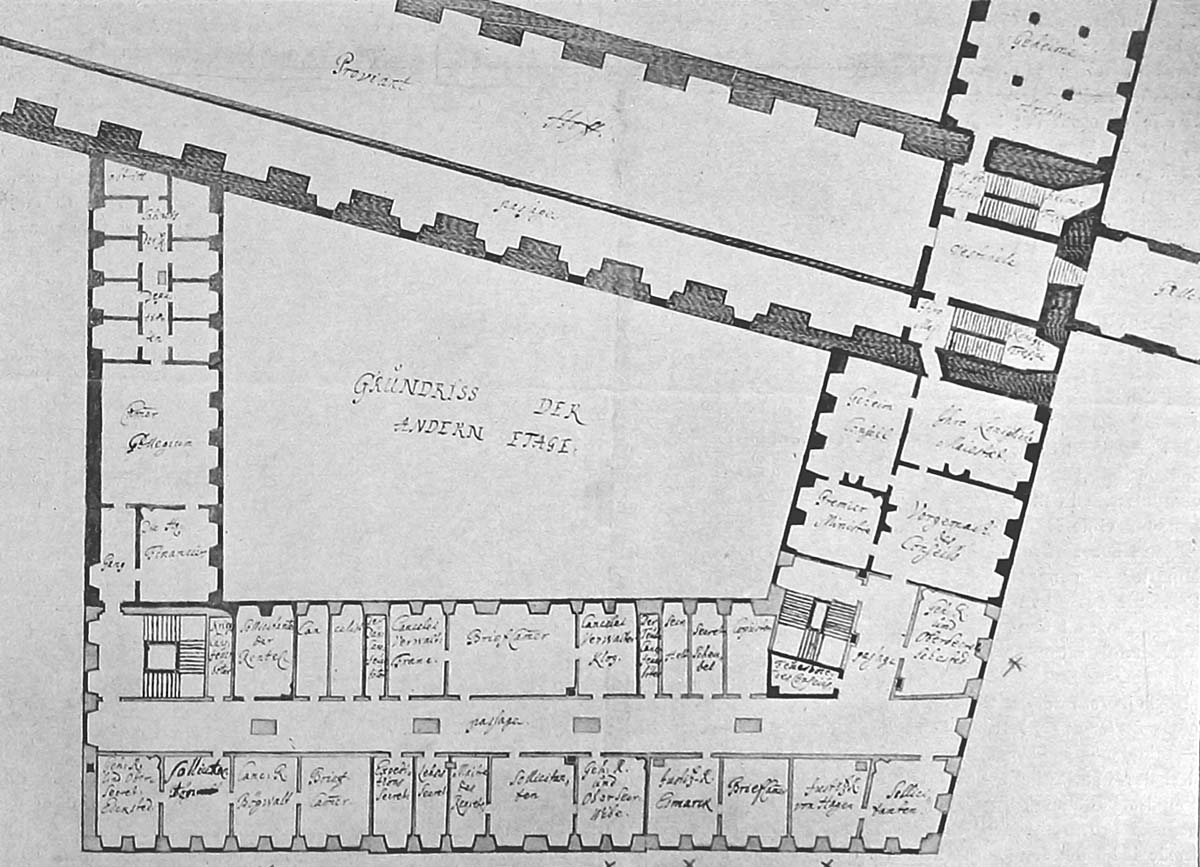
Ernst terve a Slotsholmen Kancellária épületéhez

Johan Conrad Ernst (Koppenhága, 1666. június 16. – Aunsøgård, 1750. szeptember 23.) német származású dán építész és királyi építőmester.

## A kezdetek, címei
Johan Adolf Ernst sikeres vászonkereskedő fiaként született, aki Nürnbergből vándorolt be, és fényűző rezidenciája volt a koppenhágai Amagertorvon.
Gyermekkoráról vagy végzettségéről keveset tudunk, de a fiatalabb Nicodemus Tessin svéd építész szerint kifinomult, társaságkedvelő és világlátott fiatalember volt. 27 évesen már királyi építőmesteri rangot kapott, és 1703-ban udvari asszisztens, 1709-ben kancelláriai tanácsos, 1716-ban jogi tanácsos, végül 1729-ben államtanácsos lett.

## Eredményei
1696-ban királyi építőmesterként Stockholmba küldték, hogy segítsen Tessinnek egy famodell elkészítésében és egy új lakópalota terveiben V. Keresztély dán király számára, aki azt tervezte, hogy az amalienborgi helyszínen építteti meg, de semmi nem lett e termékből.
A norvégiai bergeni nagy tűzvész után, 1702. május 19-én Ernst a város újjáépítésének építészei közé tartozott. Ő tervezte a Manufakturhusetet és a Hagerupgården, mindkettőt 1705-ben fejezték be. Korai munkái közé tartozott az Elers' Kollegium (1705) és a Holmen-templom kápolnája (1708). A következő évben Wilhelm Friedrich von Platen (1667–1732) építőmester utasítására Ernst a nemrég épült Frederiksberg palota (1708–1709) bővítéséért felelt. Platen visszavonulásakor Ernst lett az utódja 1000 rigsdaler éves javadalmazásával.
A koppenhágai kastélyban is volt megbízatása, többek között a Boldhus (a király fedett labdapályája) építése.
1718 és 1721 között az operaházat kadétképző iskolává alakította. és egy ideig koordinálta Fredensborg palota építését. Ugyanebben az időszakban tervezte a Gehejmearkivbygningent (1721), amely ma a Dán Országos Levéltár része.
1719-ben felépítette a kancellária épületét Slotsholmenben. J. C. Kriegerrel közösen megtervezte a negyedik koppenhágai városházát, amely 1728-ban készült el, de 1795-ben leégett.
1731-től több évet töltött a Koppenhágától északra fekvő Hirschholm-palota építésének koordinálásával.

## Családja és tulajdona
1703. április 23-án Ernst feleségül vette Magdalene Fosst, aki 1718-ban meghalt. 1719-ben feleségül vette Margrethe Elisabeth Weinmannt, Anders Jacobsen Lindberg özvegyét. Ernst nagy tiszteletnek örvendő, jómódú úr volt. A Kalundborg melletti aunsøgårdi birtok tulajdonosa volt, és fényűző otthont tartott fenn Koppenhága Stormgade-ben. 1750-ben halt meg, és a kalundborgi Viskinge templomkertjében temették el.

## Fordítás
- Ez a szócikk részben vagy egészben  a   Johan Conrad Ernst című angol Wikipédia-szócikk ezen változatának fordításán alapul.  Az eredeti cikk szerkesztőit annak laptörténete sorolja fel. Ez a jelzés csupán a megfogalmazás eredetét és a szerzői jogokat jelzi, nem szolgál a cikkben szereplő információk forrásmegjelöléseként.